# Frédéric Schoendoerffer
Pour les articles homonymes, voir Schoendoerffer.
Frédéric Schoendoerffer, né le 3 octobre 1962 à Boulogne-Billancourt, est un réalisateur, producteur de cinéma et scénariste français.

## Biographie
Frédéric Schoendoerffer est le fils aîné de Pierre Schoendoerffer. Il est le frère de l'acteur Ludovic Schoendoerffer.
Il débute dans le monde de l'audiovisuel en tant qu'assistant réalisateur ; il tourne son premier court-métrage, Diabolique, au milieu des années 1980, et poursuit sa carrière d'assistant en 1985 dans la comédie À nous les garçons, de Michel Lang. Il assiste ensuite son père pour Diên Biên Phu, ce qui l'incite à tenter sa première expérience d'un moyen-métrage demeuré inédit : La vie ne fait pas de cadeau. Il entre ensuite dans le monde de la télévision, en collaborant à des téléfilms. Il devient réalisateur de cinéma en 1999, avec Scènes de crimes. Ce film fut d'ailleurs nommé au César du meilleur premier film lors de la 26e cérémonie des César.

## Filmographie

### Réalisateur
- 2000 : Scènes de crimes
- 2004 : Agents secrets
- 2007 : Truands
- 2009 : Braquo (série télévisée)
- 2011 : Switch
- 2014 : 96 heures
- 2016 : Le Convoi
- 2018 : Kepler(s), série télévisée

### Producteur
- 2007 : Truands
- 2011 : Switch

### Scénariste
- 2000 : Scènes de crimes
- 2004 : Agents secrets
- 2007 : Truands
- 2011 : Switch

### Assistant réalisateur
- 1985 : P.R.O.F.S
- 1985 : À nous les garçons
- 1992 : Diên Biên Phu
- 1992 : Sabine j'imagine
- 1995 : Le Parasite
- 1997 : Le bonheur est un mensonge

### Acteur
- 1985 : P.R.O.F.S, de Patrick Schulmann (figuration, un élève)
- 2008 : MR 73, d'Olivier Marchal